# Reserva Agrícola Nacional
A Reserva Agrícola Nacional (abreviada como RAN) é um instrumento de ordenamento do território, que segundo a legislação portuguesa, é constituída pelo conjunto das áreas que, em virtude das suas características morfológicas, climáticas e sociais, maiores potencialidades apresentam para a produção de bens agrícolas.
Este conceito foi criado, juntamente com o da Reserva Ecológica Nacional, na década de 1980, pelo Ministro Gonçalo Ribeiro Telles, com vista a proteger da urbanização os terrenos de maior valor ecológico e agrícola, bem como aqueles onde seria perigoso construir.